# São Francisco Futebol Clube
Il São Francisco Futebol Clube, meglio noto come São Francisco, è una società calcistica brasiliana con sede nella città di Santarém, nello stato del Pará.

## Storia
Il club è stato fondato il 30 ottobre 1929. Ha vinto il Campeonato Paraense Segunda Divisão nel 1997. Il São Francisco ha partecipato al Campeonato Brasileiro Série C nel 1998, dove è stato eliminato alla seconda fase dal São Raimundo-AM.

## Palmarès

### Competizioni statali
- Campeonato Paraense Segunda Divisão: 1

1997